# Agaton Sax
Agaton Sax ist die Hauptfigur der Jugendbuchreihe Meisterdetektiv Agaton Sax des schwedischen Schriftstellers Nils-Olof Franzén. Ein Buch der Reihe, Das Festbankett, diente 1976 als Vorlage für den schwedischen Zeichentrickfilm Privatdetektiv Agaton Sax, der 1979 auch im deutschen Fernsehen lief.

## Hauptfigur
Agaton Sax ist dicklich und forsch, aber in Sachen Kriminalistik ein Genie. Seine Einfälle sind skurril und geben der leicht parodistischen Schreibweise immer eine überraschende Wendung. Der Stil ist sehr bildlich und mit vielen wörtlichen Reden verfasst, wobei Ortsbezeichnungen – bis auf die innerhalb Englands – nicht real existieren, sondern eher an ähnlich klingende Bezeichnungen erinnern („Brosnien-Merzegowina“). In den Geschichten arbeitet Agaton als Chefredakteur einer kleinen Tageszeitung in Byköping in Südschweden und beschäftigt sich „nebenbei“ als Detektiv.
Agaton Sax beherrscht verschiedene Selbstverteidigungstechniken (darunter Unterwasser-Judo), ist ein vollendeter Bauchredner, genialer Erfinder und Meister der Verkleidung. Er beherrscht viele Fremdsprachen, darunter „Brosnisch“ (eine Verballhornung des Bosnischen) und das weitgehend in Vergessenheit geratene „Grälisch“ (eine weitere Verballhornung, in diesem Fall des Gälischen).

## Weitere Figuren

### Die Helden
- Andreas Kark: ein brosnischer Erfinder mit einem magnetischen Stahlschuh. Er lernt Agaton Sax zuerst in Die Liga für lautlosen Sprengstoff kennen und entwickelt sich zum Freund.
- Joshua Lispington: (Chef)Inspektor beim Londoner Scotland Yard und Freund von Agaton.
- Tante Tilda: Führt Agatons Haushalt.
- Tickie: Agatons („unglaublich kluger“) Dackel

### Die Schurken
- Professor Julius Mosca: Chef mehrerer krimineller Vereinigungen und fast so scharfsinnig wie Agaton selbst
- Octopus Scott: die Krake der Londoner Unterwelt
- Anaxagoras Frank: Vorsitzender der Liga für lautlosen Sprengstoff
- Herr Gustavson: ein äußerst gerissener Schurke, halb Schwede, halb Mexikaner

## Bände der Reihe
- Band 1: Die Banknotenfälscher (1955) (Agaton Sax klipper till)
- Band 2: Die Liga für lautlosen Sprengstoff (1956) (Agaton Sax och den ljudlösa sprängämnesligan)
- Band 3: Die Atom-Cola-AG (1957) (Agaton Sax och vita möss-mysteriet)
- Band 4: Die Diamantendiebe (1959) (Agaton Sax och de slipade diamanttjuvarna)
- Band 5: Der alte Spitzbart (1961) (Agaton Sax och det gamla pipskägget)
- Band 6: Das Festbankett (1963) (Agaton Sax och Byköpings gästabud)
- Band 7: Die gefährlichen Brüder Max (1965) (Agaton Sax och bröderna Max)
- Band 8: Der verschwundene Mister Lispington (1966) (Agaton Sax och den bortkomne mr lispington)
- Band 9: Die verschwundenen Milliardäre (1967) (Agaton Sax och de okontanta miljardärerna)
- Band 10: Die vertrackte Rübenmusaffäre (1970) (Agaton Sax och den svällande rotmos-affären)
- Band 11: Die versteckte Lichtmaschine (1978) (Agaton Sax och den mörklagda ljusmaskinen)